# La Chapelle-Saint-Florent
La Chapelle-Saint-Florent är en kommun i departementet Maine-et-Loire i regionen Pays de la Loire i nordvästra Frankrike. Kommunen ligger i kantonen Saint-Florent-le-Vieil som tillhör arrondissementet Cholet. År 2018 hade La Chapelle-Saint-Florent 1 399 invånare.

## Befolkningsutveckling
Antalet invånare i kommunen La Chapelle-Saint-Florent
| Referens: INSEE |